# Hattori–Stongs sats
Inom matematiken är Hattori–Stongs sats, bevisad av Stong (1965) och Hattori (1966), ett resultat som ger en isomorfi mellan stabila homotopin av ett Thomspektrum och primitiva elementen av dess K-homologi.